# Leptogenys famelica
Leptogenys famelica é uma espécie de formiga do gênero Leptogenys, pertencente à subfamília Ponerinae.